# Phyllodonta indeterminata
Phyllodonta indeterminata là một loài bướm đêm trong họ Geometridae.